# 1253
Cette page concerne l'année 1253  du calendrier julien.
L'année 1253 est une année commune qui commence un mercredi.

## Événements
- 24 février : le souverain hafside de Tunis, Abû `Abd Allah Muhammad, accepte le titre d’émir des croyants sous le nom d'al-Mustansir[1]. Les Nasrides d’al-Andalus et les Marinides de Fès reconnaissent sa prééminence.
- Février : Möngke tient un quriltay à la source de l’Onon où il donne l’ordre à ses frères d’aller conquérir le monde. Il charge le cadet Hülegü d’annexer au Turkestan le califat de Bagdad et la Mésopotamie et à Koubilaï Khan de conduire une expédition contre la Chine des Song[2].
- 28 avril : au Japon, le moine Nichiren (1222-1282) récite pour la première fois Nam Myoho Rengue Kyo et fonde l’ « École du sūtra du Lotus » (Hokkekyo)[3].

- Avril : les Mamelouks d'Égypte concluent la paix avec les Ayyoubides de Syrie avec la médiation du calife Al-Musta'sim. Les Mamelouks contrôlent la Palestine et la frontière est fixée sur le Jourdain[4].

- 7 mai : départ de Constantinople de l'ambassade du Flamand Rubruquis (Guillaume de Rubrouck), envoyé par le roi Louis IX de France à Karakorum auprès de Möngke, grand Khan de l'empire mongol[5].
- 16 septembre : Guillaume de Rubrouck passe la Volga[6] et voyage vers l'Asie centrale et Karakorum où il rencontre Möngke, grand Khan de Mongolie, le 4 janvier 1254[7]. Il songe apparemment à s’établir chez les Mongols pour les évangéliser, et rencontre de nombreux chrétiens déportés dans l’empire mongol.
- Novembre : bataille de la rivière Jinsha au Yunnan (Chine). Chute de la dynastie Duan du royaume de Dali, annexé par Kubilai Khan[8]. Après la prise du Yunnan et de sa capitale (Nanzhao), les Thaïs et les Tibéto-Birmans se déplacent en grand nombre vers le sud, vers les territoires de l’actuelle Birmanie puis, plus tard, vers ceux de l’actuelle Thaïlande.

- Guillaume de Rubrouck mentionne le bouddhisme tibétain. Il cite la célèbre formule religieuse om mani battam (en fait : Om Mani Padme Hum) et dit avoir participé à un débat religieux. Il parle de moines idolâtres qui croient en la transmigration de l’âme et aux esprits. Il rapporte aussi que là-bas vivent des hommes, les « tebet » qui sont cannibales et boivent dans le crâne de leurs parents[9].
- Édification du temple Kenchô-ji à Kamakura, au Japon[10].

### Europe
- Mai : paix de Chaves[11]. Alphonse III de Portugal cède une partie de l’Algarve à la Castille[12]. Le traité prévoit le mariage entre Alphonse et l'infante Béatrice de Castille.
- 25 mai : consécration de l'église supérieure d'Assise[13].
- 10 juin[14] : le royaume de Sicile est offert une première fois par le pape Innocent IV à Charles d'Anjou, frère de Louis IX, auquel la papauté promet tous les privilèges de croisade et l’appui financier de l’Église (seconde fois en 1263). Charles refuse finalement et le pape propose la Sicile en décembre au fils du roi d'Angleterre, Edmond de Lancastre.
- 4 juillet[15] : victoire de Guillaume de Hollande sur les Flamands à Westkapelle. La Flandre doit abandonner sa tutelle sur la Zélande.

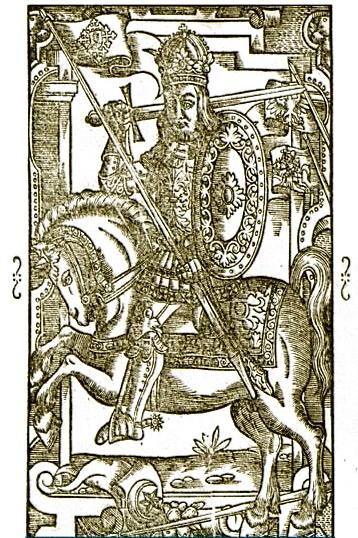
6 juillet : Mindaugas roi de Lituanie

- 6 juillet : Mindovg Mindaugas se fait couronner roi de Lituanie par l'envoyé du pape Innocent IV. Il est le premier à porter ce titre[16].
- 12 juillet[17] : charte de fondation et développement de Francfort-sur-l'Oder, en Brandebourg.
- 8 juillet : Thibaud devient roi de Navarre et comte de Champagne à la mort de son père (fin en 1270)[18].
- 9 août : approbation de l'ordre des Clarisses[19].
- 17 septembre : canonisation de Stanislas de Cracovie[20].
- 23 septembre : début du règne d'Ottokar II de Bohême (jusqu'en 1278).
  - Prague devient le centre administratif de la Bohême.
  - La Bohême, à son apogée, s'empare de l'Autriche, de la Slovaquie et de la Styrie.
- 10 octobre : Conrad, prétendant au trône de Sicile, prend Naples, qui s'est donné au pape Innocent IV, après un long siège[21].
- 29 novembre : Louis II le Sévère (1229-1294) devient duc de Bavière après la mort d'Othon, son père.

- Daniel de Galicie se fait couronner roi de la Rus' de Halych-Volodymyr. Il accepte l’union avec Rome et reçoit du pape Innocent IV la couronne royale[22]. Son fils, Léon, épouse Constance de Hongrie.
- Saraï devient capitale de la Horde d'or (fin en 1345)[7].
- Fondation de la Sorbonne[23].